# Colibri magenta
Philodice bryantae
Espèce
Synonymes
- Philodice bryantae

Statut de conservation UICN

 LC  : Préoccupation mineure
Statut CITES
Le Colibri magenta (Philodice bryantae) est une espèce de colibris (famille des Trochilidae).

## Description
Cet oiseau présente un dimorphisme sexuel. Le mâle mesure environ 9 cm de longueur et a la gorge magenta vif (d'où son nom spécifique), la poitrine blanche, les côtés du croupion chamois et la queue fourchue. La femelle mesure environ 7,5 cm de longueur et a la gorge blanche, le dessous roux, les côtés du croupion pâles et la queue plus courte.

## Répartition et habitat

Carte de répartition de l'espèce

Cet oiseau vit dans la cordillère de Talamanca.
Il habite les forêts tropicales et subtropicales humides de montagne, en particulier les zones les plus claires, et les sites d'anciennes forêts fortement dégradées.

## Comportement
Cet oiseau défend parfois un territoire localisé à certaines fleurs.

## Synonyme
- Philodice bryantae (Lawrence, 1867), nom utilisé dans la taxinomie Sibley-Ahlquist (1990).